# Аквадаг

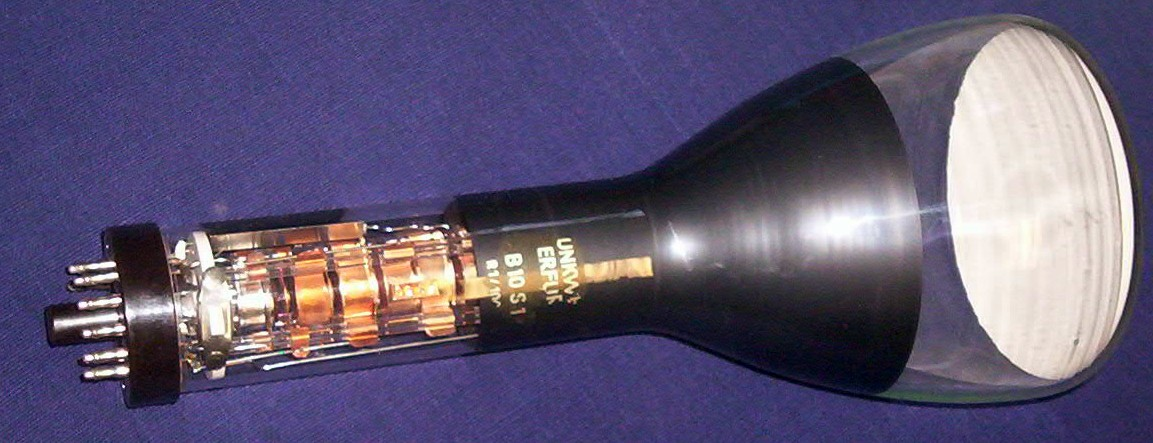
Аквадаг — чёрный конус на внутренней стенке колбы осциллографической трубки

Аквада́г — суспензия мелкодисперсного графита в воде с добавками гелеобразователей, применяемая для образования на внутренней, иногда и на внешней поверхности колбы электронно-лучевых трубок, кинескопов тонкого электропроводящего слоя графита. Также аквадагом называют собственно этот слой.
Внутренний слой аквадага обычно электрически присоединяется ко второму ускоряющему аноду электронной пушки, является электростатическим экраном и собирает электроны вторичной эмиссии от люминофора экрана.

## История
Способ стабилизации графитовой водной суспензии в 1906 г. запатентовал американский химик и промышленник Э. Ачесон, причем первоначально суспензия предполагалась для применения в качестве смазки. Слово «аквадаг» является акронимом от «Aqueous Deflocculated Acheson Graphite» — «водный дефлокулированный графит Ачесона». Так как изобретатель тогда запатентовал своё изобретение в 23 промышленно развитых странах и продукт выпускался под этим же торговым названием возглавляемой изобретателем фирмой Acheson Industries, название вскоре стало нарицательным и вошло во все языки мира. После начала применения этой суспензии для создания слоя графита в электровакуумных приборах словом «аквадаг» стали называть и сам этот слой.
В своем патенте изобретатель предлагал в качестве гелеобразователей использовать агар-агар и гуммиарабик с добавлением водного раствора аммиака и смешивать все ингредиенты в шаровой мельнице.

## Технология применения и свойства
Изготовителями аквадаг поставляется в виде густой пасты, потребитель разбавляет пасту до необходимой консистенции дистиллированной водой. Приготовленную таким образом суспензию можно наносить на изделия кистью, пульверизатором или окунанием.
Результирующее удельное поверхностное электрическое сопротивление зависит от степени разбавления и толщины слоя. Например, при разведении пасты в соотношении 1:1 поверхностное удельное сопротивление слоя, нанесённого кистью:
- после высыхания на воздухе ~800 Ом на квадрат;
- после прогрева до температуры 200 °C ~500 Ом на квадрат;
- после прогрева до температуры 300 °C ~20—30 Ом на квадрат.

## Применение аквадага в электронно-лучевых приборах
При изготовлении электронно-лучевых трубок многих типов и кинескопов на их внутреннюю поверхность стеклянной колбы конусной части вблизи экрана наносят слой жидкого аквадага. После высыхания и прогрева до высокой температуры в воздушной атмосфере органическая связка графитовой суспензии выгорает, при этом на поверхности стекла образуется прочно сцеплённый со стеклом тонкий слой чистого мелкодисперсного графита. После дополнительного прогрева полностью собранного прибора с одновременной откачкой газов из колбы с помощью высоковакуумного насоса из аквадага удаляются следы адсорбированных газов. В результате этой технологии на поверхности стеклянной колбы образуется токопроводящий высокоомный слой.
Этот слой в осциллографических трубках электрически соединяется со вторым ускоряющим анодом электронной пушки, для этого второй ускоряющий анод, выполненный в виде полого цилиндра снабжается пружинными металлическими лепестками, которые соприкасаются со слоем аквадага. В кинескопах — аквадаг электрически соединяется со специальным вводом через стекло на конической части колбы — электродом для подачи положительного высоковольтного ускоряющего напряжения, получаемого от высоковольтного выпрямителя импульсов строчного трансформатора.
Электрически аквадаг является продолжением второго ускоряющего анода.
Токопроводящий слой на внутренней поверхности прибора выполняет несколько функций. Во-первых, экранирует внешнее электростатическое поле, которое может нежелательно исказить отклонение и фокусировку электронного пучка. Во-вторых, в полости, охваченной аквадагом, отсутствует электростатическое поле, (аналог клетки Фарадея), поэтому на электроны не действуют силы и в этой области они движутся по инерции, что сохраняет их фокусировку и направление отклонения. В-третьих, аквадаг, находящийся под высоким положительным напряжением собирает вторичные электроны, выбитые электронным пучком из поверхности экрана. При отсутствии аквадага вторичные выбитые электроны оседают на внутренней поверхности стеклянной диэлектрической колбы, придавая ей отрицательный поверхностный заряд, который своим полем может нарушить фокусировку и отклонение электронного пучка. Типичное значение тока вторичных электронов в кинескопах — до сотен микроампер. Также аквадаг, в отличие от слоёв металла, имеет пониженный коэффициент вторичной эмиссии электронов.
На некоторых типах электронно-лучевых трубок и практически на всех кинескопах слой аквадага дополнительно наносится также на наружную поверхность колбы. Наружный слой аквадага присоединяется к «земле», или отрицательному полюсу источника высоковольтного ускоряющего напряжения наложенными поверх колбы проводниками без изоляции. Наружный и внутренний слои аквадага образуют обкладки конденсатора, а слоем диэлектрика служит сама стеклянная колба. Сформированный таким образом высоковольтный конденсатор, типичная ёмкость которого составляет несколько сотен пикофарад, используется в качестве конденсатора фильтра пульсаций источника ускоряющего напряжения. Это решение позволяет отказаться от применения крупногабаритного и дорогостоящего высоковольтного конденсатора.
В кинескопах последних поколений вместо нанесения аквадага на внутреннюю поверхность колбы применяют напыление в вакууме плёнки алюминия.